# Marie-Dorothée de Portugal
Marie Dorothée de Bragance (Maria Francisca Doroteia Josefa Antónia Gertrudes Rita Joana Efigénia; 21 septembre 1739 – 14 janvier 1771), est une infante portugaise fille de Joseph Ier de Portugal et de son épouse Marie-Anne-Victoire d'Espagne.

## Biographie
Dorothée est née en septembre 1739 à Lisbonne et elle est la troisième des quatre filles du roi Joseph. Elle est nommée d'après sa grand-mère, Dorothée-Sophie de Neubourg. Elle est proposée comme épouse pour Louis-Philippe d'Orléans (1747-1793) (plus tard connu comme Philippe Égalité), mais elle refuse de se marier avec lui. 
Elle meurt à Lisbonne le 14 janvier 1771 et son corps est enterré vers le panthéon national dans le Monastère de São Vicente de Fora à Lisbonne.